# Vozilo
Rečju vozilo označavamo podskup saobraćajnih mašina, odnosno prevoznih sredstava, koja se vožnjom, tj. kotrljanjem točkova ili pomeranjem gusenica (koje su ipak pričvršćene za točkove vozila, koji se po njima kotrljaju). Praktično sva vozila su primarno namenjena za prevoz ljudi, životinja ili tereta (uklj. specijalne terete) sa jednom mesta na zemljinoj površini na drugo. To znači, da se kretanje vozila odvija pre svega po zemljinoj površini (i to uklj. sve neravnine terena), u slučaju vijadukata i tunela na manjoj visini iznad, odnosno dubini ispod površine zemlje ili kod vodotokova i vodenih površina, gde se vozila kreću iznad nivoa vode i to ili po specijalnim građevinskim objektima (najčešće po mostovima ili po vrhovima brana), ili ispod površine vode (u slučaju specijalnih tunela).
Tokom istorije razvijena su mnoga vozila, raznih tipova, veličina, namena i funkcija. Od jednostavnih kolica sa jednim točkom a kolica koje su vukli ljudi ili životinje, preko kočije, i dr. zaprega, bicikala, trotineta, tricikala sve do današnjih modernih transportnih sredstava pokretanih motorima (obično SUS motorima ili elektromotorima), nekada i turbinom. Kopnena vozila se klasifikuju po tome šta se koristi za upravljanje i kao pogonska sila koja deluje na tlo: vozila na točkovima, gusenicama, šinama ili skijama. ISO 3833-1977 je standard, koji se međunarodno koristi u zakonodavstvu pri definisanju tipova drumskih vozila, i niz termina i definicija.

## Tipovi vozila
U svetu postoji više od milijardu bicikala. Godine 2002 bilo je prema nekim procenama 590 miliona automobila i 205 miliona motorcikala u upotrebi širom sveta. Najmanje 500 miliona kineskih bicikala tipa Leteći golub je proizvedeno, što premašuje bilo koji drugi pojedinačni model vozila. Većina proizvedenih modela motornih vozila su Honda Super Cub motorcikli, kojih je bilo više od 60 miliona 2008. godine. Najviše proizvođeni model automobila je bila Tojota korola, sa preko 35 miliona jedinica napravljenih do 2010. godine. Najzastupljeniji avion fiksnih krila je bila Cesna 172, sa oko 44.000 primeraka napravljenih do 2017. godine. Sovjetski Mil Mi-8, sa 17.000 jedinica, je najviše proizvođeni helikopter. Najzastupljeniji komercijalni mlazni avion je Boing 737, sa oko 10.000 jedinica 2018. godine.

### Šinska vozila
- železnička vozila
  - vozila metroa i drugih specijalnih pruga
- tramvaji
- vozila na rudarskim i industrijskim prugama

Šinska vozila se delimo na
- vučna vozila (tj. vozila na sopstveni pogon - npr. lokomotiva, šinobus)
- priključna vozila (tj. vozila bez sopstvenog pogona - npr. vagon)

### Drumskaiterenska vozila
- motorna vozila
  - vozila pokretana nekim od konvencionalnih automobilskih motora
    - automobili
    - autobusi
    - motocikli
    - radne mašine
      - traktori
      - poljoprivredne mašine
      - rudarske mašine
      - šumarske mašine
      - građevinske mašine i uređaji
      - druge mašine (viljuškari)

    - terenska vozila
      - vojna i ratna
      - poljoprivredna i šumarska
      - rudarska i za površinske kopove
      - dr. (motorne sanke)

  - vozila pokretana elektromotorima
    - trolejbusi
    - elektromobili (električni automobili, autobusi, motocikli itd.)
    - vozila za lični transport (akumulatorska (invalidska) kolica, Segway i sl.)
- vozila bez motora
  - priključna vozila
    - poluprikolice
    - prikolice
    - bočne prikolice
    - zaprege (npr. kočije, kola za seno i sl.) pokretana snagom životinja (npr. stokom, konjima, psima)

  - ručna kolica, vučena ili gurana
  - vozila pokretana snagom vozača (npr. bicikl, trotinet, monocikl)
  - vozila pokretana gravitacionom silom
  - vozila pokretana snagom vetra

Prema načinu ostvarivanja kontakta sa tlom, vozila možemo podeliti na:
- vozila sa točkovima (većina uobičajenih vozila)
- vozila sa gusenicama (npr. tenk, ili neke radne mašine)

Za vozila se obično ne smatraju klizaljke, koturaljke i roleri, skije i skejtbord. Karakter vozila međutim imaju razni transportni objekti, na primer kolica za kupovinu.

### Vozila na žičarama
- kabina
- gondola
- sedaljka
- korpa

## Vozilo kao faktor bezbednosti saobraćaja
Vozilo je jedan od osnovnih faktora bezbednosti u saobraćaju. Udeo ovog faktora bezbednosti u saobraćaju nije mali, a stalna tendencija porasta broja vozila ukazuje na njegov još veći značaj, i istovremeno obavezu da se ovom faktoru pokloni još veća pažnja. Postoje osnovne mere bezbednosti u pogledu kretanja motornih vozila na putevima i sastoje se u obavezi vozača i drugih lica odgovornih za tehničku ispravnost vozila na putevima da ne smeju upravljati vozilom, niti narediti drugom licu da to učini, koje nije tehnički ispravno ili koje ne ispunjava uslove propisane za saobraćaj takvog vozila. Vozač ne sme upravljati vozilom na putu ako ono nije snabdeveno propisanim uređajima i opremom ili ako su ti uređaji ili oprema u neispravnom stanju. Motorna ili priključna vozila koja se serijski ili pojedinačno proizvode, odnosno prepravljaju, podvrgnuta su ispitivanju i za njih se izdaje odobrenje za puštanje u saobraćaj-atest. Vozilo se ne sme opterećivati preko svoje dozvoljene nosivosti. Teret na vozilu je smešten i pričvršćen tako da ne smeta vozaču, da ne ugrožava lica koja se prevoze i druge učesnike u saobraćaju, i da ne umanjuju u znatnoj meri stabilnost vozila, da ne zaklanja svetlosne uređaje i oznake na vozilu. Teret koji prelazi dužinu, širinu ili visinu vozila obeležen je da bi se obezbedili drugi učesnici u saobraćaju. Ako je vozilo usled kvara ili saobraćajne nezgode,onesposobljeno za dalje kretanje, vozač je dužan da vozilo ukloni sa kolovoza što pre.

## Istorija
- Najstariji brodovi koji su pronađeni pomoću arheoloških ekskavacija su kanui izdubljeni u stablu, pri čemu je najstariji kanu iz Pese koji je pronađen u Holandiji. Za njega je ugljeničnim datiranjem utvrđeno da potiče iz perioda 8040 - 7510. p. n. e., te je 9.500–10.000 godina star,[19][20][21][22]
- 7.000 godna star morski čamac napravljen od trske i katrana je nađen u Kuvajtu.[23]
- Brodovi su korišteni između 4000 -3000. p. n. e. u Sumeru,[24] antičkom Egiptu[25] i na Indijskom okeanu.[24]
- Postoji evidencija da su kamile vukle vozila na točkovima u periodu 4000–3000. p. n. e..[26]
- Najranija evidencija postojanja šinskog puta, prethodnika železnice, nađenog do sada je 6 do 85 km dug vagonski put Diolk, kojim su transportovani brodovi preko Korintske prevlake u Grčkoj od oko 600. p. n. e.[27][28] Vozila na točkovima koja su vukli ljudi i životinje išla su preko žlebova u krečnjaku, koji je pružao vid staze, čime se sprečavalo da vagoni odstupe od željene rute.[28]
- Godine 200, Ma Đuen je izradio južno-usmerene dvokolice, vozilo sa jednom ranom formom sistema za navođenje.[29]